# Unió General de Sindicats Obrers de Catalunya
La Unió General de Sindicats Obrers de Catalunya (en idioma español, Unión General de Sindicatos Obreros de Cataluña) fue un sindicato socialista catalán fundado en Barcelona el 29 de julio de 1934.
Surgió de sectores descontentos con la Unión General de Trabajadores después del segundo congreso regional de abril. La escisión fue notable, al incorporarse a la nueva formación las Federaciones más poderosas y significativas como las de metal, textil y la Federación Local de Barcelona de UGT en pleno.
Estuvo dirigido por Joan Fronjosà como Presidente y Joan Sánchez Marín como Secretario General. Con el golpe de Estado que dio lugar a la Guerra Civil en 1936, el sindicato se reagrupó en la UGT. 